# Stefan Mulder
Stefan Mulder (12 april 1991) is een Nederlands professioneel basketballer die speelt voor BC Apollo uit Amsterdam in de Dutch Basketball League. Mulder speelt voornamelijk als shooting guard.

## Erelijst
- U23 All-Star Game (2014)